# Pekingknuten
Pekingknuten (北京结; Běijīng jié) är en knutpunkt i den kinesiska muren. Pekingknuten finns 60 km norr om centrala Peking i Kina och markerar det nordvästra avslutet av Jiankou. Vid Pekingknuten förgrenas kinesiska murens huvudmur från Shanhaipasset i öster till två grenar varav en går väster ut mot Juyongpasset vidare ner mot Zijingpasset och bildar den inre muren. Den andra grenen fortsätter nordväst mot Zhangjiakou och Dajingmen och bildar den yttre muren.